# Кайнар (Актобенска област)
Вижте пояснителната страница за други значения на Кайнар.
Кайнар (на руски: Кайнар, на казахски: Қайнар) е аул, разположен в Алгински район, Актобенска област, Казахстан. Населението му през 2009 година е 845 души.

## Население
През 1999 година населението на селото е 985 души (485 мъже и 500 жени). През 2009 година населението му е 845 души (427 мъже и 418 жени).